# Segnalazione cellulare
La segnalazione cellulare (cell signalling in inglese) fa parte di qualsiasi processo di comunicazione che regola le attività di base delle cellule e coordina tutte le azioni cellulari. La capacità delle cellule di percepire e rispondere correttamente al loro microambiente è alla base dello sviluppo, della riparazione dei tessuti, dell'immunità e dell'omeostasi dei tessuti normali. Gli errori nelle interazioni di segnalazione e nell'elaborazione delle informazioni cellulari sono responsabili di malattie come il cancro, l'autoimmunità e il diabete. Comprendendo la segnalazione cellulare, le malattie possono essere trattate più efficacemente e, teoricamente, si possono creare tessuti artificiali.
La biologia dei sistemi studia la struttura di base delle reti di segnalazione cellulare e come i cambiamenti in queste reti possono influenzare la trasmissione e il flusso di informazioni (trasduzione del segnale). Tali reti sono sistemi complessi nella loro organizzazione e possono presentare una serie di proprietà emergenti tra cui bistabilità e ultrasensibilità. L'analisi delle reti di segnalazione cellulare richiede una combinazione di approcci sperimentali e teorici, compreso lo sviluppo e l'analisi di simulazioni e modellazione.

## Generalità
I responsabili della comunicazione cellulare sono generalmente molecole extracellulari secrete da altre cellule o dalla cellula stessa che possono agire sulla cellula stessa, a brevi distanze o a lunghe distanze. Tali molecole sono catturate da recettori, che sono spesso proteine transmembrana collocate all'interno della membrana plasmatica con un sito di legame posto nello spazio extracellulare. Una delle categorie più frequenti di molecole che scatenano una risposta cellulare sono gli ormoni. Il legame del ligando (la molecola extracellulare) con il suo specifico recettore scatena la sua attivazione in una vasta gamma di modalità possibili e a sua volta, il recettore scatena una o più vie di segnalazione intracellulari. Le vie di segnalazione coinvolgono perlopiù proteine di segnalazione, possono essere relativamente semplici ma più spesso, negli organismi superiori, sono complesse ed interconnesse tra loro, non hanno specifica direzionalità e possono essere lette sia dalla membrana plasmatica verso il citoplasma o il nucleo che viceversa. 
Le proteine non sono però gli unici attori di queste vie di segnalazione che spesso coinvolgono anche ioni inorganici, fosfolipidi, steroidi e loro derivati. Queste proteine infine fanno convergere la segnalazione a proteine effettrici, la cui conformazione viene alterata mediante opportune reazioni chimiche che possono portare alla loro attivazione o inattivazione. Di queste proteine fanno parte ad esempio i canali ionici, proteine regolatrici di geni, enzimi, proteine strutturali del citoscheletro, recettori intracellulari. Tali proteine agiscono su altri bersagli scatenando la risposta finale a quella data via di segnalazione che può essere l'alterazione dell'espressione genica, l'alterazione del metabolismo di una o più sostanze, la creazione di complessi proteici, il movimento della cellula per azione sul citoscheletro. 
Le proteine intracellulari necessitano di un'emivita breve e rapida velocità di turnover affinché possano essere regolate dalla cellula, se infatti l'emivita fosse elevata, il range di regolazione possibile sarebbe inferiore. Il turnover aiuta inoltre a modificare la durata della risposta, dal momento che spesso queste proteine sono modificate (ad esempio mediante fosforilazione) per essere attivate, ne risulta che quando una proteina attivata è degradata il segnale diventa sempre più debole poiché viene rimpiazzata con una proteina inattiva pronta a ripristinare la segnalazione in seguito alla modificazione appropriata.

### Molecole di segnalazione extracellulari
Le molecole segnale conosciute sono migliaia e comprendono ioni inorganici, gas, amminoacidi, peptidi, proteine, nucleotidi, steroidi, lipidi, derivati di acidi grassi. Sono generalmente secrete da una cellula di segnalazione al fine di trasmettere un segnale ad una cellula bersaglio che si trova ad una distanza variabile. Possono essere secrete nella matrice extracellulare o in fluidi specifici, il più comune dei quali è il sangue. La concentrazione delle molecole di segnalazione è di norma molto bassa (10-8 M o inferiore) e i recettori cui si legano hanno affinità molto alta per questi ligandi (Ka 10-8 L\mol o superiore) per cui sono molto specifici. Ciascuna cellula riceve determinati tipi di molecole di segnalazione in base ai recettori che esprime sulla superficie o nel citoplasma. La specializzazione di una cellula determina quali tipi di recettori siano sintetizzati, quali tipologie di proteine di segnalazione intracellulare ed effettrici e in che modo agiscano le molecole di segnalazione su di loro. 
Per questo, due cellule diverse riceventi una stessa molecola segnale possono rispondere diversamente. La diversità della risposta cellulare può dipendere anche da fattori quantitativi. Alcune cellule per esempio rispondono diversamente a seconda della concentrazione più o meno alta di una determinata molecola di segnalazione, dando luogo talvolta ad effetti opposti e apparentemente paradossali. La concentrazione della molecola di segnalazione assume un ruolo fondamentale nello sviluppo di un organismo dove gruppi di cellule indifferenziate o parzialmente indifferenziate acquisiscono destini cellulari differenti, un diverso numero di recettori, proteine di segnalazione ed effettrici per quella molecola e una differente specializzazione in base alla loro posizione rispetto al gradiente di concentrazione di quella data molecola generato dalla cellula di segnalazione. La molecola responsabile del differenziamento in questo caso è detta morfogeno.

### Tipologie di segnalazione
Seguono le cinque possibili vie di comunicazione cellulare: autocrina, dipendente da contatto, paracrina, endocrina e sinaptica.
- La comunicazione autocrina si verifica quando la cellula bersaglio è la stessa cellula di segnalazione. È una strategia molto usata da alcune cellule tumorali.

- La comunicazione dipendente da contatto si verifica quando le molecole di segnalazione si trovano sulla superficie di una cellula e segnalano alle cellule bersaglio legandovisi senza abbandonarla. È molto usata da alcuni tipi di leucociti come i linfociti.

- La comunicazione paracrina si verifica quando la molecola di segnalazione agisce a brevissima distanza su cellule bersaglio diverse poste presso la cellula di segnalazione. La velocità di questa segnalazione dipende dalla distanza delle cellule bersaglio e dalla risposta generata che può avvenire in frazioni di secondo, qualora sia finalizzata a cambiare la conformazione di una proteina, ma può richiedere anche minuti o ore quando modifica l'espressione genica. Una sua variante può essere considerata la comunicazione attraverso le giunzioni gap, effettuata con piccole molecole che diffondono attraverso i connessoni che connettono il citoplasma di due cellule adiacenti. Essi permettono anche l'uniformità delle condizioni elettriche delle cellule che interconnettono.

- La comunicazione endocrina si verifica quando la molecola di segnalazione, spesso trasportata dal sangue, agisce su una cellula bersaglio posta a grande distanza. Tale molecola è spesso un ormone. È un tipo di segnalazione relativamente lenta, la cui velocità dipende dal flusso sanguigno o del fluido in cui è contenuta la molecola (un'alternativa potrebbe essere il liquido cefalorachidiano). La concentrazione di un ormone rispetta quanto detto sulle concentrazioni delle molecole di segnalazione, attestandosi di norma attorno ai 10-8 M o inferiore.

- I neuroni utilizzano un particolare tipo di segnalazione che consiste nella produzione di potenziali d'azione che decorrono lungo i loro assoni sino a giungere presso strutture specializzate chiamate sinapsi, che contengono vescicole in cui sono immagazzinati i neurotrasmettitori; in risposta ad un potenziale d'azione alcune di queste vescicole si fondono con la membrana presinaptica, rilasciano i neurotrasmettitori nella fessura intersinaptica e questi si legano a recettori specifici posti sulla membrana postsinaptica, scatenando infine un ulteriore potenziale d'azione o comunque una risposta sul neurone o sulla cellula bersaglio, per poi essere degradati da enzimi specifici (ad esempio acetilcolinesterasi). Il tipo di comunicazione descritto, il più frequente nel sistema nervoso, è la sinapsi chimica, ma esistono anche sinapsi elettriche. La comunicazione sinaptica è molto veloce, dal momento che il potenziale d'azione può raggiungere velocità di 100 m\s e la cellula bersaglio è separata dal bottone sinaptico solo dalla stretta fessura intersinaptica, larga poche decine di nanometri. Il passaggio dalla membrana presinaptica a quella postsinaptica è molto veloce, nell'ordine di un millisecondo. La concentrazione dei neurotrasmettitori nella fessura intersinaptica è molto superiore a quella di altre molecole di segnalazione e può superare i 104 M, mediamente diecimila volte più di un ormone, anche se diminuisce rapidamente in seguito alla degradazione da parte di enzimi specifici. È anche vero che i recettori per i neurotrasmettitori hanno, al contrario di quelli ormonali, un'affinità molto più bassa ed è proprio questa caratteristica garantisce il pronto distacco e la rapida degradazione (o il recupero da parte di alcune proteine) del neurotrasmettitore a segnalazione avvenuta.

### Recettori
I recettori sono proteine che legano specifiche molecole. La specializzazione di una cellula determina quali tipi di recettori siano espressi e quali invece non vengano espressi. Un recettore può contribuire a determinare la risposta cellulare ad una molecola di segnalazione in base al suo stato d'attivazione. Infatti buona parte dei recettori non sono semplicemente attivi o inattivi, ma possono assumere conformazioni che li rendono parzialmente attivi anche con vari livelli possibili d'attivazione. Alcune proteine per esempio non sono completamente attivate dopo una singola fosforilazione, ma necessitano di due fosforilazioni, oppure di due fosforilazioni e dell'interazione con la subunità di una seconda proteina e così via. Si distinguono recettori di superficie e recettori nucleari. 
- I recettori di superficie legano molecole di segnalazione che non riuscirebbero ad attraversare la membrana plasmatica altrimenti essendo idrofiliche (come alcuni neurotrasmettitori) e sono la tipologia di recettori più comune. Possono essere proteine estrinseche o proteoglicani, ma più comunemente sono proteine transmembrana. Si distinguono tre grandi classi di recettori di superficie: i recettori collegati a canali ionici, i recettori collegati a proteine G e i recettori collegati ad enzimi. Oltre a queste tre classi esistono altri recettori di superficie che non sono associati a nessuna delle tre.
  - I recettori collegati a canali ionici si trovano in tutte le strutture specializzate nella trasmissione del segnale mediante sinapsi ed in particolare sulle membrane presinaptica e postsinaptica. I loro ligandi sono i neurotrasmettitori che aprono o chiudono i canali ionici a cui è associato ciascuno di questi recettori determinando un potenziale d'azione sulla cellula bersaglio o un altro tipo di risposta. Sono proteine transmembrana a passaggi multipli.
  - I recettori collegati a proteine G una volta ricevuto il ligando agiscono attivando proteine G (cioè una proteina trimerica che lega GTP) a loro adiacenti le quali a loro volta determinano la regolazione dell'attività di una proteina bersaglio generalmente legata alla membrana ma separata dal recettore. L'attività della proteina bersaglio può essere molto differente, può trattarsi di un canale ionico così come di un enzima coinvolto in una via metabolica. Sono di norma proteine transmembrana a sette passaggi costituite da α-eliche.
  - I recettori collegati ad enzimi sono proteine transmembrana a singolo passaggio che possono agire direttamente come enzimi o attivare altri enzimi di norma mediante fosforilazione (molti sono perciò protein-chinasi). Nel primo caso il loro sito catalitico è intracellulare mentre il dominio d'attacco del ligando è extracellulare.

- I recettori nucleari legano molecole lipofile che possono attraversare liberamente la membrana plasmatica e legarvisi successivamente; in quest'ultimo caso sono di norma anche proteine che regolano i geni. Sono proteine intrinseche o più comunemente proteine citosoliche o nucleari. Tutti i recettori nucleari sono correlati tra loro tanto che appartengono ad una sola famiglia, la superfamiglia dei recettori nucleari. Un recettore nucleare è formato in ordine da un dominio di attivazione della trascrizione, posto vicino all'N-terminale, un dominio di legame al DNA, quindi un dominio d'attacco del ligando, che invece è posto vicino al C-terminale. Quando il ligando si attacca il dominio d'attacco del ligando tende a richiudersi su se stesso per intrappolare la molecola. Quasi tutti i recettori nucleari sono formati da un'alternanza di α-eliche e catene intermedie senza struttura caratteristica. I recettori nucleari sono inattivi prima dell'attacco del loro ligando poiché legati a proteine inibitrici. Quando ricevono la molecola appropriata cambiano conformazione e attirano proteine attivatrici che li attivano. A questo punto possono trasferirsi dal citoplasma nel nucleo oppure iniziare direttamente la loro azione (regolazione genica, attivazione o inattivazione della trascrizione). I geni trascritti direttamente dal recettore nucleare determinano la risposta primaria mentre le proteine prodotte da tali geni attivano o inibiscono altri geni costituendo la risposta secondaria, oppure ancora le proteine della risposta primaria possono inibire la trascrizione dei loro stessi geni (feedback negativo). I tempi perché questo avvenga sono variabili, possono passare minuti o ore tra le due risposte.

### Secondi messaggeri e proteine di segnalazione intracellulari
I secondi messaggeri o mediatori intracellulari sono piccole molecole di segnalazione intracellulare generate in risposta all'attivazione dei recettori da parte del loro ligando e delle proteine a cui sono accoppiati. Sono generati in gran numero da alcuni enzimi specifici (come adenilato ciclasi, guanilato ciclasi) a partire da substrati (come ATP, GTP, PIP2) e possono essere sia idrofilici (come cAMP, cGMP, Ca2+) che idrofobici (come il diacilglicerolo). In questo modo il segnale viene amplificato, così che per una singola molecola di ligando legata al recettore siano generate centinaia o migliaia di molecole di secondo messaggero. Il secondo messaggero si lega a proteine di segnalazione intracellulari che generalmente costituiscono una cascata o una rete proteica di segnalazione. Tali proteine possono fungere da segnalatori per la successiva proteina di segnalazione, da proteine impalcatura per il complesso di segnalazione (in tal caso avvicinano due o più proteine successive facilitandone l'interazione), da trasduttori del segnale, da amplificatori del segnale, da integratori del segnale, da diffusori del segnale verso altre vie di segnalazione, da trasportatori delle stesse proteine verso una determinata destinazione nella cellula o da regolatore di altre proteine segnale. Alla fine una cascata di segnalazione attiva una o più proteine effettrici. 
Buona parte delle proteine di segnalazione utilizzano la fosforilazione o l'associazione con GTP per fungere da interruttori, ed assumono dunque uno stato attivato ed uno inattivo. Nel caso della regolazione per fosforilazione una proteina X è attivata da una specifica protein-chinasi che converte ATP in ADP per attaccare un gruppo fosfato alla proteina generica X, che verrà successivamente disattivata da una proteina fosfatasi che rimuoverà il gruppo fosfato. Non sempre la protein-chinasi attiva la proteina X, talvolta la defosforilazione infatti è attivante. Le protein-chinasi sono generalmente o serina\treonina chinasi (dunque fosforilano la proteina X su serine o treonine) oppure tirosina chinasi, o di altri tipi meno frequenti. Le proteine fosfatasi tendono di norma ad essere meno specifiche circa la proteina su cui agiscono delle protein-chinasi, dopotutto l'uomo possiede 250 geni per protein-chinasi e solo 150 geni per proteine fosfatasi. Circa il 30% delle proteine umane subisce fosforilazione. Nel caso della regolazione tramite proteine G si determina lo stato attivato della proteina quando questa lega GTP e lo stato inattivo quando lega GDP. Non vi sono enzimi che convertono il GTP legato in GDP, dato che l'attività GTPasica è intrinseca alla proteina G. Esistono però anche GTPasi monomeriche che sono inattive quando è loro legato GDP e attive quando è legato GTP. Tali proteine, a differenza delle proteine G sono monomeriche e non trimeriche e necessitano di un fattore di scambio del nucleotide guanilico (GEF) per la sostituzione di GDP con GTP (attivazione) e di una proteina che attiva la GTPasi (GAP) che trasforma il GTP in GDP con rilascio di fosfato (inattivazione). 
Altre proteine sono attivate o inattivate da ubiquitinazione, da proteolisi, o dal legame con determinate molecole. Alcune proteine di segnalazione intracellulari fungono da integratori dei segnali provenienti da diverse vie di segnalazione e sono attivate solo se ricevono in segnale da quelle date vie. Le proteine impalcatura possono invece essere ricondotte a tre grandi categorie. Possono essere proteine impalcatura specifiche presenti all'interno del citoplasma che si avvicinano ai recettori quando inizia la segnalazione e contemporaneamente attirano le proteine del complesso di segnalazione di cui fanno parte, avvicinandole e facilitandone la possibilità d'interazione, velocizzando quindi la segnalazione stessa. Lo stesso recettore può autofosforilarsi in più posizioni e fungere esso stesso da proteina impalcatura. Infine, alcuni speciali fosfolipidi possono essere ulteriormente fosforilati e fungere da siti di attracco per alcune proteine intracellulari. L'interazione tra le proteine di segnalazione intracellulari è facilitata da domini proteici comuni a molte di esse, che sono interscambiabili e possono legarsi in numerosi siti ad una qualunque proteina senza modificarne il ripiegamento. Tra i più frequenti si trovano SH2 e SH3 (domini di omologia Src2 e Src3), i domini di omologia alla pleckstrina (PH), i domini di legame alla fosfotirosina (PTB).

### Regolazione del segnale
I due principali modi con cui una cellula regola le proprie proteine di segnalazione sono il feedback negativo e il feedback positivo. 
- Nel feedback negativo un segnale in uscita inibisce la sua stessa produzione. Il feedback negativo abbrevia e limita il livello della risposta e rende il sistema di segnalazione meno esposto alle possibili perturbazioni. In alcune vie di segnalazione il feedback negativo agisce con un notevole ritardo determinando risposte oscillatorie finché è presente lo stimolo appropriato, se invece il ritardo è breve si determinano risposte di adattamento veloci ed intense.

- Nel feedback positivo un segnale in uscita favorisce la sua produzione, amplificandola. In molti casi il feedback positivo agisce favorendo moderatamente la propria produzione, ma in certi casi la aumenta fortemente, in un meccanismo simile al "tutto o nulla", tanto che l'enzima, oltre una certa soglia diviene improvvisamente molto più attivo e resta moderatamente attivo anche quando il segnale è cessato. Si parla in tal caso di sistema instabile.

Quando una cellula è esposta in continuazione ad un segnale generato da una molecola che funge da stimolo si verifica il fenomeno dell'adattamento o della desensibilizzazione, che opera come un feedback negativo con breve ritardo. La desensibilizzazione può avvenire per sequestro del complesso recettore+ligando all'interno di endosomi nel citoplasma, in questo caso generalmente il ligando resta negli endosomi e viene successivamente degradato mentre il recettore viene liberato e ritorna nella membrana plasmatica, oppure per down-regolazione del recettore, in tal caso il complesso recettore+ligando è internato in un endosoma che si fonde con un lisosoma il quale degrada sia il ligando che il recettore. Il recettore può ancora essere inattivato da una molecola intracellulare che lo rende incapace di legarsi al suo normale ligando qualora la concentrazione extracellulare sia troppo elevata, oppure può essere inattivata una proteina funzionalmente correlata al recettore, o ancora può essere trascritta una proteina che inibisce l'interazione del recettore con le proteine a valle.

## Segnalazione tramite recettori collegati a proteine G
I recettori collegati a proteine G o GPCRs (g-protein coupled receptors) sono ubiquitari in tutti gli eucarioti e costituiscono la più vasta famiglia di recettori di superficie, con circa 700 geni nell'uomo. I loro ligandi sono di natura molto variabile, possono essere peptidi, neurotrasmettitori, ormoni, amminoacidi e loro derivati, acidi grassi e loro derivati, proteine e fotoni, ciascuno può legarsi ad un singolo GPCR ma anche a numerosi GPCRs, in tal caso di frequente questi GPCR si trovano in cellule differenti. Non sono noti tutti i ligandi per i GPCR per cui alcuni recettori sono orfani. Malgrado il loro numero sono tutti costituiti da proteine transmembrana a sette passaggi, con un dominio extracellulare in cui si lega il ligando (di differente grandezza in base al ligando) e sono tutti accoppiati a proteine G che utilizzano per trasmettere il segnale all'interno della cellula. 
I sensi della vista, dell'olfatto e del gusto sono mediati da recettori di questa tipologia. I GPCR sono desensibilizzati per inattivazione del recettore, in modo che non possano più interagire con le proteine G, per sequestro del recettore che viene internalizzato in endosomi oppure per down-regolazione, che comporta internalizzazione e distruzione del recettore e del ligando. Tutti e tre questi processi dipendono dalla fosforilazione in serine o treonine specifiche GPCR da parte di PKA o PKC o una GPCR chinasi (GRK). Svolta la fosforilazione, il recettore è completamente inattivato dal legame con una proteina della famiglia delle arrestine, che impedisce il legame con le proteine G e accoppia il recettore alle fossette rivestite da clatrina, favorendone l'internalizzazione che può comportare la degradazione del recettore o il suo temporaneo sequestro e successiva liberazione e reintegrazione nella membrana plasmatica.
Ciascun GPCR è accoppiato ad una proteina G che si trova o legata alla faccia citoplasmatica della membrana plasmatica in prossimità del recettore oppure attaccata al recettore stesso anche quando il ligando non è legato e dunque il recettore è inattivo. Quando risulta legata alla membrana lo fanno tramite ancore lipidiche che si dipartono dalle subunità α e γ. Le proteine G sono numerose ma tutte hanno la stessa struttura generale. Sono proteine trimeriche composte da una subunità α, β e γ. La subunità α lega nello stato inattivo GDP e GTP nello stato attivo. Quando il ligando si lega a un GPCR esso funge da proteina GEF per la proteina G cui è accoppiato, dunque promuove lo scambio di GDP con GTP sulla subunità α, attivandola e facendole cambiare conformazione. Nella maggior parte dei casi, ma non sempre, in seguito all'attivazione la proteina G si divide nella subunità α e in un complesso formato dalle subunità β e γ. La proteina G non ha bisogno di una GAP per trasformare il GTP in GDP ed inattivarsi, ma lo fa spontaneamente dal momento che la subunità α possiede attività GTPasica, con un tempo variabile a seconda della sua capacità d'idrolizzazione. Di norma il tempo è breve perché tale subunità agisce sulla sua proteina bersaglio o su un regolatore della segnalazione della proteina G (RGS) che funge da GAP. Esistono circa 25 proteine RGS, ciascuna delle quali agisce su di un gruppo specifico di proteine G. 

### Via cAMP - PKA
La subunità α della proteina G interagisce con l'adenilato ciclasi (un enzima transmembrana con il sito attivo intracellulare) attivandola, questa a sua volta converte l'ATP nel citoplasma in AMP ciclico (cAMP), uno dei più comuni secondi messaggeri della cellula, amplificando il segnale, dal momento che l'attacco di un ligando determina la sintesi di migliaia di molecole di secondo messaggero in pochi secondi. La concentrazione di cAMP nella cellula varia così dai 10-7 M in condizioni normali sino a 2.10-6 M. L'adenilato ciclasi è a sua volta regolata da una proteina G stimolatrice (Gs), che può essere la proteina G sopra menzionata, e da una proteina G inibitrice (Gi). Il cAMP si lega alla protein-chinasi dipendente da cAMP (PKA). Una volta completata la segnalazione, il cAMP viene rapidamente convertito dalla cAMP fosfodiesterasi in adenosina-5'-monofosfato (5'-AMP). La PKA è un tetramero composto da due subunità regolatrici, cui si legano due molecole di cAMP per ciascuna subunità e da due subunità catalitiche. 
Il legame comporta la dissociazione della proteina nel dimero regolatore e nelle due subunità catalitiche (che agiscono come monomeri), che vengono attivate. Tali subunità fosforilano serine o treonine di una vasta gamma di proteine bersaglio che possono essere altre proteine di segnalazione così come proteine effettrici. Esistono proteine di ancoraggio della chinasi A (AKAP) che si associano alle due subunità regolatrici della PKA e le legano ad un componente del citoscheletro o alla membrana di un organello, rendendo così facile la localizzazione di una parte della PKA intracellulare. Malgrado il loro nome, le AKAP non legano esclusivamente PKA ma anche altre proteine, in questo modo possono farle interagire con la stessa PKA, ne è un esempio la stessa cAMP fosfodiesterasi che così può facilmente idrolizzare le quattro molecole di cAMP presenti sulle subunità regolatrici. Tale proteina, inoltre, è attivata per fosforilazione dalla stessa PKA che dunque regola la propria attivazione tramite feedback negativo. 
In alcune cellule PKA può attivare geni codificanti alcuni ormoni, come la somatostatina, poiché, dopo essere entrata nel nucleo, fosforila la proteina CREB (CRE binding protein), attivandola, questa a sua volta si lega a sequenze note come CRE (cAMP response element) poste nella regione regolatrice di quel gene. A questo punto una seconda proteina, il coattivatore trascrizionale CBP (CREB binding protein) si lega a CREB e il complesso attiva la trascrizione del gene. Come in tutte le vie che coinvolgono la trascrizione di geni il tempo necessario in questo caso non è di pochi minuti come potrebbe essere qualora PKA attivasse altre proteine segnalatrici, ma ore. Si pensa che questo processo sia associato a forme di apprendimento e memoria del cervello. In altre cellule cAMP non agisce su PKA ma come ligando attivatore per esempio per canali ionici della membrana plasmatica (come nei neuroni olfattivi). Può inoltre attivare Rap1, una GTPasi monomerica che promuovere l'adesione cellulare mediata da integrine.

### Via PIP2 - fosfolipasi C
Alcune proteine G (dette Gq) non attivano adenilato ciclasi o guanilato ciclasi, ma la fosfolipasi C-β (PLCβ), per esempio in risposta al legame con vasopressina nel fegato e acetilcolina nel pancreas e nel muscolo liscio. La fosfolipasi C-β è un enzima che agisce sul fosfatidilinositolo-4,5-difosfato (PIP2), un fosfolipide presente nello strato interno della membrana plasmatica, trasformandolo in inositolo-1,4,5-trifosfato (IP3) e in diacilglicerolo (DAG). L'IP3 è idrosolubile e diffonde nel citosol legandosi ai canali di rilascio del Ca2+ regolati da IP3 o semplicemente recettori dell'IP3, immersi nella membrana del reticolo endoplasmatico liscio (REL). Il legame di IP3 con tali canali induce la fuoriuscita di Ca2+ dal reticolo endoplasmatico liscio, facendone rapidamente aumentare la concentrazione nel citosol. In seguito gli ioni Ca2+ in eccesso sono ricondotti nel reticolo endoplasmatico liscio da canali del Ca2+ controllati dal deposito. L'IP3 al termine della segnalazione è degradato da fosfatasi ad IP2 oppure fosforilato da chinasi per formare IP4, il quale a sua volta può fungere da molecola di segnalazione. Il DAG nel frattempo può essere usato per formare acido arachidonico o eicosanoidi come le prostaglandine, ma più comunemente resta attaccato alla membrana plasmatica ed attiva la protein-chinasi dipendente da Ca2+ (PKC), una serina-treonina chinasi. 
La PKC è attivata sia da DAG che dal Ca2+ liberato da IP3, quindi fosforila le sue proteine bersaglio, che variano in base alla cellula in cui viene effettuata la segnalazione. Esiste una seconda classe di PKC, dette PKC atipiche, perché non attivate da DAG e Ca2+. Il Ca2+ in eccesso nel citosol è pompato fuori dalla cellula da apposite pompe proteiche poste sulla membrana plasmatica che consumano ATP, in quanto devono pompare contro gradiente, essendo la concentrazione del Ca2+ extracellulare diecimila volte più alta rispetto a quella intracellulare (10-3 M contro 10-7 M). Senza di esse, utilizzando canali del calcio, il Ca2+ tenderebbe ad affluire nel citoplasma. I neuroni possiedono oltre alle pompe del Ca2+ anche gli antiporti Ca2+/Na+. Altre pompe del calcio sono presenti nei mitocondri. Il Ca2+ in seguito a rilascio dai recettori leganti IP3 si diffonde nel citoplasma sotto forma di onde oscillatorie della frequenza di pochi secondi con picchi chiamati spike fino a che la segnalazione non termina. I picchi parrebbero essere generati dal fatto che il Ca2+ rilasciato dai recettori per IP3 attiva anche i recettori rianodinici che liberano ulteriori ioni Ca2+ nel citoplasma, attuando un feedback positivo. 
Tuttavia, oltre una certa concentrazione, il Ca2+ inibisce un suo ulteriore rilascio da tali canali. In alternativa all'attivazione di PKC il Ca2+ può attivare la calmodulina, una proteina molto abbondante nel citoplasma di tutte le cellule (ne costituisce sino all'1%). La calmodulina è una proteina dalla forma a manubrio, formata da due estremità globulari leganti ciascuna due ioni Ca2+ interconnesse da un α-elica. La calmodulina inizia ad attivarsi con due ioni Ca2+ legati, cambiando la sua conformazione, ma è completamente attiva solo con quattro ioni calcio. La calmodulina non possiede attività enzimatica e si lega ad altre proteine della cellula attivandole; ne sono esempi la pompa del Ca2+ posta sulla membrana plasmatica che, come detto, riequilibra la concentrazione di ioni Ca2+ nel citoplasma. Un bersaglio molto comune del complesso Ca2+-calmodulina sono le chinasi dipendenti da Ca2+-calmodulina (CaM-chinasi). Tali proteine spesso fosforilano fattori di trascrizione, attivandoli o inattivandoli. La CaM-chinasi II presente nei neuroni sembra essere fondamentale in alcuni processi di memoria cellulare, viene infatti inizialmente attivata da Ca2+-calmodulina, ma successivamente si autofosforila su residui di serina e treonina e resta attiva anche quando il Ca2+ è stato sottratto finché non viene spenta da alcune fosfatasi.

## Segnalazione tramite recettori collegati ad enzimi
I recettori collegati ad enzimi sono proteine transmembrana, generalmente a singolo passaggio, che possiedono un dominio extracellulare per il legame con il ligando e un dominio citosolico che possiede attività enzimatica intrinseca o è associato a diverse proteine, tra cui enzimi. Malgrado la diversità strutturale, molti recettori collegati ad enzimi attivano le stesse vie di segnalazione dei GPCR. Se ne distinguono sei classi.
- I recettori tirosina chinasi o RTK sono proteine con un dominio citosolico capace di autofosforilarsi su specifici residui di tirosina, che possono fungere da ancoraggio per altre proteine citosoliche, inoltre possono fosforilare altre specifiche proteine.

- I recettori associati a tirosina chinasi sono proteine con dominio citosolico privo di attività autofosforilante, ma attivano le loro vie di segnalazione reclutando tirosina chinasi citoplasmatiche.

- I recettori serina/treonina chinasi sono proteine con dominio citosolico capace di autofosforilarsi su specifici residui di serina o treonina, ma possono fosforilare gli stessi amminoacidi anche su proteine che sono loro associate.

- I recettori associati a istidina chinasi attivano un'istidina chinasi che si autofosforila su residui di istidina e poi trasferisce un gruppo fosfato ad una seconda proteina di segnalazione.

- I recettori guanilato ciclasi possiedono un'attività enzimatica che permette loro di produrre direttamente cGMP da GTP, agendo quindi come una guanilato ciclasi.

- Le tirosina fosfatasi simili a recettori possiedono un'attività fosfatasica che rimuove il fosfato da istidine su alcune proteine di segnalazione. I ligandi di queste proteine non sono conosciuti e sono perciò considerati recettori orfani. Talvolta non vengono neppure considerati recettori.

### Recettori tirosin-chinasici
I recettori tirosin-chinasici (RTK) sono una delle tipologie più comuni di recettori di superficie collegati agli enzimi. I loro ligandi spesso sono fattori di crescita o neurotrofine come VEGF, NGF, EGF, HGF, FGF, MCSF, PDGF, IGF-1 e i recettori assumono spesso il nome dal loro ligando. Una classe di otto proteine extracellulari dette efrine (correlate con la migrazione e la crescita assonica) è strettamente associata ad alcuni RTK chiamati recettori Eph (dall'inglese ephrine), codificati da 13 geni sui 60 geni umani per RTK. Le efrine quando si legano al loro recettore Eph attivano sia se stesse che il recettore, determinando cambiamenti sia nella cellula di segnalazione che nella cellula bersaglio. In generale un recettore RTK in forma inattiva è costituito da due monomeri a singolo passaggio che vengono attivati e dimerizzati una volta che il ligando si lega al dominio extracellulare. La dimerizzazione comporta la transautofosforilazione (un monomero fosforila l'altro e viceversa) su residui specifici di tirosina. Talvolta, come per il recettore dell'insulina, l'RTK in forma attiva è un tetramero. Le tirosina fosforilate aumentano l'attività chinasica dell'RTK e fungono da siti di legame per proteine intracellulari specifiche per ciascuna tirosina. 
Il legame avviene perché tali proteine sono in grado di riconoscere la tirosina fosforilata e la conformazione dell'RTK attorno ad essa. Queste proteine sono attivate dal legame con la fosfotirosina e talvolta possono a loro volta autofosforilarsi o essere fosforilate su tirosine (questo secondo caso accade a IRS1, proteina associata al recettore per l'insulina). Tre delle più note proteine associate a RTK sono la fosfolipasi C-γ, che attiva la via dell'inositolo trifosfato e quindi PKC, la proteina Src che è a sua volta una tirosina chinasi e la fosfoinositide-3'-chinasi (PI 3-chinasi) che fosforila alcuni lipidi trasformandoli in siti d'attracco per altre proteine di segnalazione. Un dominio comune alle tre proteine elencate e con cui queste si legano alle fosfotirosine di RTK è SH2 (Src homology 2 domain), ma vi si può legare anche il dominio PTB (phosphotyrosine binding domain). Generalmente il legame di proteine alle fosfotirosine attiva una via di segnalazione, ma in alcuni casi la inibisce, come fa la proteina c-Cbl che monoubiquitina alcuni recettori segnalandoli per la degradazione (down-regolazione) che viene effettuata da proteine che contengono UIM (motivi d'interazione con l'ubiquitina) le quali dirigono il recettore verso vescicole rivestite da clatrina che infine si fondono con lisosomi. Fino a quando un recettore non è degradato può potenzialmente attivare ancora vie di segnalazione nell'endosoma. 
Le proteine associate a RTK sono a loro volta spesso associate ad una proteina adattatrice, Grb2, tramite un dominio SH2. Grb2 possiede inoltre altri due domini SH3 per l'interazione con altre proteine. Uno dei domini SH3 spesso interagisce con Sos, una Ras-GEF (fattore di scambio guanilico per Ras) adesa alla membrana plasmatica tramite un dominio PH (pleckstrin homology domain) che si lega ad un fosfoinositide trifosfato. Sos attiva Ras, una GTPasi monomerica che ha dunque GDP legato quando inattiva, per cui sostituisce GDP con GTP, a sua volta Ras attiva ulteriormente Sos in un circuito a feedback positivo. Successivamente fosfatasi specifiche rimuovono il fosfato da proteine a monte di Ras, inattivandole, mentre Ras stessa è inattivata da una Ras-GAP che idrolizza il GTP in GDP con liberazione di fosfato inorganico. Ras, quando attiva, fosforila il modulo della protein-chinasi attivata da mitogeni, comunemente noto come modulo della MAP chinasi. Ras attiva Raf (la chinasi MAPKKK), la quale a sua volta, con un meccanismo a cascata, attiva tramite fosforilazione Mek (MAPKK) che a sua volta attiva per fosforilazione Erk (MAPK). Erk entra nel nucleo e fosforila alcune proteine regolatrici di geni oppure attiva altre proteine. Tra i geni attivati ve ne sono alcuni che regolano la proliferazione cellulare, come le cicline, perciò non sorprende che mutazioni iperattivanti di Ras inducano la sovraespressione di queste proteine con conseguente iperproliferazione cellulare e dunque cancro. Ras infatti è mutata nel 30% delle neoplasie umane, il che ne fa uno dei bersagli preferiti delle cellule tumorali dopo p53. 
Il modulo MAP chinasi viene spesso spento dalla stessa Erk che inattiva Raf tramite feedback negativo, altre volte invece sono delle fosfatasi a doppia specificità (sia per tirosina che per treonina) ad inattivare il complesso rimuovendo i gruppi fosfato. Generalmente la cascata delle MAP chinasi funziona efficientemente grazie a proteine impalcatura che legano tutte le chinasi coinvolte migliorandone l'interazione a causa della prossimità indotta. In un'altra importante via (via PI3-chinasi-Akt) attivata dagli RTK una classe di proteine nota come PI 3 chinasi, attaccata normalmente alla coda di RTK, fosforila alcuni inositolo fosfolipidi (PIP2) in siti multipli generando fosfoinositidi (PIP3). I fosfoinositidi sono siti d'attracco ideali per molte proteine. I GPCR possono attivare la stessa via, tuttavia agiscono sulla classe Ib delle PI 3 chinasi, mentre gli RTK sulla classe Ia. 
Per far terminale il segnale alcune fosfatasi, in particolare le PTEN, defosforilano i fosfoinositidi determinando il distacco delle proteine che vi si legano. Mutazioni in PTEN aumentano il rischio di sviluppare alcuni tipi di cancro. Ai fosfoinositidi si attaccano due proteine, Akt (detta anche protein-chinasi B, PKB) e la protein-chinasi 1 dipendente da fosfoinositidi (PDK1). Il legame delle due proteine ad un fosfoinositide determina l'attivazione di Akt da parte di PDK1. Akt attiva una GAP chiamata Tsc2 che a sua volta disattiva Rheb. Rheb è una GTPasi attiva con GTP legato che attiva il complesso proteico mTOR. mTOR nei mammiferi è costituita dal complesso mTOR1, con legata la proteina raptor, oppure mTOR2, con legata la proteina rictor. Sono entrambe legate alla crescita e alla sopravvivenza cellulare ed interagiscono con la GTPasi monomerica Rho che a sua volta agisce sul citoscheletro. Akt inoltre, oltre ad attivare Tsc2, viene fosforilata da mTOR. A questo stato d'attivazione Akt è in grado di fosforilare i complessi Bad-proteina antiapoptotica (Bad è una proteina proapoptotica), determinando il distacco di Bad dalla proteina antiapoptotica e la sua inattivazione da parte della proteina 14-3-3. Il risultato netto è un'inibizione dell'apoptosi coerente con la proliferazione e la crescita cellulare.

### Recettori associati a tirosina chinasi
I recettori associati a tirosina chinasi non possiedono attività tirosin-chinasica intrinseca ma sono associati covalentemente a tirosine chinasi sul lato citoplasmatico. La classe più comune di tirosin-chinasi associate a questo tipo di recettori è la famiglia delle Src, che comprende Src, Yes, Fgr, Fyn, Lck, Lyn, Hck e Blk. Ciascuna proteina Src contiene un dominio SH2 con cui si lega al recettore e almeno un dominio SH3 con cui interagisce con altre proteine. Proteine della famiglia Src sono attivate anche da proteine G e collegate a recettori GPCR. I recettori associati a tirosina chinasi comprendono alcuni recettori per l'antigene, per le interleuchine, per le integrine e per le citochine. Nel caso dei recettori per le citochine la proteina con attività tirosin-chinasica a cui sono associati è una JAK chinasi o chinasi Janus. Si conoscono quattro JAK chinasi, chiamate JAK1, JAK2, JAK3 e TYK2. 
I recettori sono due monomeri separati quando inattivati, ma il legame del ligando li fa dimerizzare ed avvicina le due JAK chinasi che si fosforilano per transautofosforilazione su tirosine. Una volta attivate, fosforilano tirosine anche sul recettore per le citochine. Le fosfotirosine attirano proteine regolatrici di geni della famiglia STAT (signal transducers and activators of transcription) normalmente presenti nel citoplasma. Tali proteine contengono un dominio SH2 che si lega alla fosfotirosina del recettore, dopodiché vengono fosforilate dalle JAK ed attivate. Le STAT che si legano al recettore sono generalmente STAT1, STAT2 o STAT5. Le due STAT fosforilate si staccano dal recettore e formano un omodimero o un eterodimero tramite il dominio SH2, dopodiché migrano nel nucleo e si legano ad elementi di risposta alle citochine, favorendone la trascrizione dei geni corrispondenti. La via viene spenta da tirosina fosfatasi che possono anche essere a doppia specificità (rimuovono cioè gruppi fosfato anche da serina o treonina oltre che da tirosina).

### Recettori serina/treonina chinasi
Sono proteine transmembrana a singolo passaggio con almeno un dominio serina/treonina-chinasi sul lato citoplasmatico della membrana, capaci di autofosforilazione. Si distinguono in recettori serina/treonina chinasi di tipo I e di tipo II, sono entrambi omodimeri e strutturalmente simili. I ligandi principali di questo tipo di recettori sono le BMP (bone morphogenic proteins) e la famiglia del fattore trasformante di crescita β (TGFβ). Quando il ligando si lega al recettore appropriato, questo si autofosforila nel dominio con attività chinasica su serine o treonine specifiche, attirando una classe di proteine nota come Smad ed attivandole. Qualora il ligando sia una proteina della famiglia di TGFβ, sono coinvolte Smad2 e Smad3, qualora invece sia una BMP sono coinvolte Smad1, Smad5 o Smad8. Le cinque Smad nominate sono dette Smad attivate da recettore (R-Smad). Una volta fosforilata, come già visto per le STAT, Smad si dissocia dal recettore e si associa con Smad4 detta anche co-Smad in quanto si lega alle R-Smad per formare un complesso. 
Il complesso così formato si dirige nel nucleo dove si lega a sequenze specifiche che aiutano ad attivare o inibire alcuni geni. La via è spenta dall'endocitosi dipendente da caveole dei recettori che legano BMP o proteine della famiglia di TGFβ; successivamente questi sono ubiquitinati e quindi degradati. In realtà, l'endocitosi può anche attivare ulteriormente questi recettori se endocitati in endosomi precoci derivati da vescicole rivestite da clatrina. Una proteina chiamata SARA (Smad anchor for receptor activation) si lega ai recettori migliorando l'efficienza della fosforilazione di Smad. Nel nucleo il complesso Smad è defosforilato e poi trasportato nuovamente nel citoplasma dove può iniziare un nuovo ciclo. 
I recettori inoltre possono anche essere inibiti da Smad-inibitrici (Smad6 e Smad7) la cui trascrizione è favorita dalle R-Smad, si attua così una regolazione a feedback negativo. Le Smad inibitrici competono con le R-Smad per il legame al recettore, saturandone il dominio di legame e quindi impedendo alle Smad leganti il recettore di intervenire. Possono inoltre attirare Smurf, un'ubiquitina ligasi che marca il recettore per la degradazione, o, ancora, possono reclutare proteine fosfatasi che defosforilano il recettore, inattivandolo e si legano a Smad4 competendo con le R-Smad.

## Segnalazione tramite proteolisi
Una delle vie di segnalazione più dirette ed ampiamente utilizzate nel corpo umano e in molti animali è quella che fa uso del recettore Notch. Notch è una proteina transmembrana a singolo passaggio che interagisce con la proteina Delta, posta sulla membrana plasmatica di una seconda cellula. Quando Notch è attivata da Delta una proteasi taglia la coda di Notch ed essa, dopo una successiva proteolisi da parte della γ-secretasi, migra nel nucleo attivando la trascrizione di una serie di geni tramite una proteina che nello stato latente funge da repressione ma in seguito ad interazione con la coda di Notch diviene un attivatore. I geni che influenza sono molti, ma i principali sono quelli della famiglia Hes, che codificano per proteine regolatrici inibitorie verso altri geni. Questa via è coinvolta nel differenziamento in senso non-neuronale di una cellula, dal momento che permette il blocco dei geni che specializzerebbero la cellula in senso neuronale. Una volta effettuata la proteolisi, il recettore non può più essere riutilizzato.